# Kleine Wilde
Die Kleine Wilde ist ein gut 3,5 Kilometer langer, linker Zufluss der Großen Wilde in der Gemeinde Südharz im sachsen-anhaltischen Landkreis Mansfeld-Südharz. Sie ist der kleinste Quellbach der Thyra.

## Verlauf
Die Kleine Wilde entspringt mehreren Quellen, etwas mehr als 500 Meter südwestlich des Josephskreuzes im Unterharz. Sie fließt fast ausschließlich in westliche Richtung. Das von ihr durchflossene Tal ist als Zechental bekannt. Der Bach mündet in Stolberg in die von Norden heranfließende Große Wilde, welche sich nur etwas später mit der Lude zur Thyra vereinigt.